# Кусмаулово дишане
Дишането на Кусмаул или Кусмаулово дишане е патологично дълбоко, шумно дишане, една от формите на хипервентилация, което се характеризира с голяма дълбочина на вдишването и издишването, които са шумни и се чуват на разстояние. Ритъмът му се състои от четири времена: дълбоко вдишване, следвано от кратка пауза, издишване (често с хъркане), кратка пауза. Двете времена на вдишване и издишване са еднакви. Кусмауловото дишане се дължи на прекомерното възбуждане на дихателния център от натрупани киселини в кръвта (ацидоза) при уремия, диабетна кома и други.
Кръстено е на Адолф Кусмаул (1822 г. – 1902 г.), немски лекар, описал състоянието през 1874 година.